# Igor' Kravcov
Igor' Aleksandrovič Kravcov (in russo Игорь Александрович Кравцов?; 21 dicembre 1973) è un ex canottiere russo.

## Palmarès

### Olimpiadi
- 1 medaglia:
  - 1 oro (Atene 2004 nel quattro di coppia)